# Nová Baňa
Nová Baňa es un municipio del distrito de Žarnovica en la región de Banská Bystrica, Eslovaquia, con una población estimada a final del año 2024 de 6841 habitantes.
Se encuentra ubicado al noroeste de la región, en el valle del río Hron —un afluente izquierdo del Danubio— y cerca de la frontera con las regiones de Nitra y Trenčín.

## Demografía
| Año        | 1994 | 2004     | 2014    | 2024    |
| ---------- | ---- | -------- | ------- | ------- |
| Población  | 8606 | 7485     | 7529    | 6841    |
| Diferencia |      | −13,02 % | +0,58 % | −9,13 % |

| Año        | 2023 | 2024    |
| ---------- | ---- | ------- |
| Población  | 6858 | 6841    |
| Diferencia |      | −0,24 % |